# World Series of Poker 1977
Die World Series of Poker 1977 war die achte Austragung der Poker-Weltmeisterschaft und fand vom 28. April bis 15. Mai 1977 im Binion’s Horseshoe in Las Vegas statt.

## Turniere

### Turnierplan

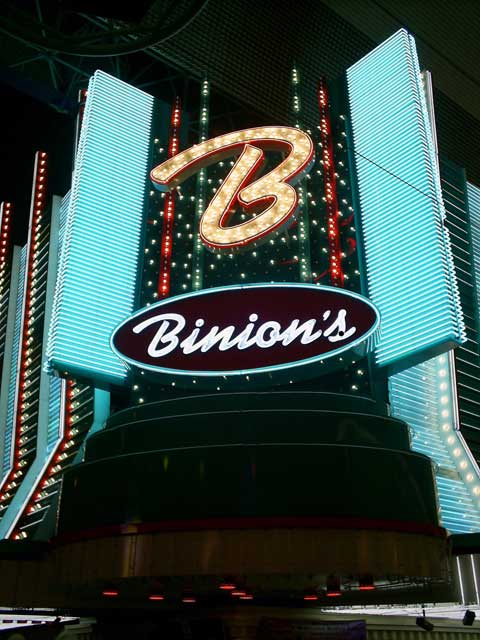
Das Binion’s Horseshoe in Las Vegas

Im Falle eines mehrfachen Braceletgewinners gibt die Zahl hinter dem Spielernamen an, das wievielte Bracelet in diesem Turnier gewonnen wurde.
| #  | Buy-in (in $) | Turnier                                          | Turnierbeginn | Teilnehmer | Sieger            | Herkunft           | Preisgeld (in $) |
| -- | ------------- | ------------------------------------------------ | ------------- | ---------- | ----------------- | ------------------ | ---------------- |
| 1  | 00.500        | Limit A-5 Draw Lowball                           | 28. Apr. 1977 | 36         | Billy Allen       | Vereinigte Staaten | 010.800          |
| 2  | 10.000        | No-Limit 2-7 Draw Lowball                        | 29. Apr. 1977 | 11         | Bobby Baldwin     | Vereinigte Staaten | 080.000          |
| 3  | 05.000        | Limit Seven Card Stud (Rebuy)                    | 30. Apr. 1977 | 11         | Bobby Baldwin (2) | Vereinigte Staaten | 044.000          |
| 4  | 00.500        | Limit Razz                                       | 1. Mai 1977   | 21         | Gary Berland      | Vereinigte Staaten | 006.300          |
| 5  | 10.000        | Limit Seven Card Stud Hi-Lo                      | 2. Mai 1977   | 07         | Doyle Brunson (3) | Vereinigte Staaten | 052.500          |
| 6  | 05.000        | Limit A-5 Draw Lowball                           | 3. Mai 1977   | 02         | Perry Green (2)   | Vereinigte Staaten | 010.000          |
| 7  | 01.000        | No-Limit Hold’em                                 | 4. Mai 1977   | 55         | George Huber      | Vereinigte Staaten | 033.000          |
| 8  | 01.500        | No-Limit Hold’em                                 | 5. Mai 1977   | 38         | Louis Hunsaker    | Vereinigte Staaten | 034.200          |
| 9  | 00.100        | Ladies Seven Card Stud                           | 6. Mai 1977   | 93         | Jackie McDaniel   | Vereinigte Staaten | 005.580          |
| 10 | 01.000        | Limit Seven Card Stud Hi-Lo                      | 7. Mai 1977   | 18         | Fats Morgan       | Vereinigte Staaten | 010.800          |
| 11 | 00.500        | Limit Seven Card Stud                            | 8. Mai 1977   | 38         | Jeff Sandow       | Vereinigte Staaten | 011.400          |
| 12 | 05.000        | Limit Razz                                       | 9. Mai 1977   | 05         | Richard Schwartz  | Vereinigte Staaten | 025.000          |
| 13 | 10.000        | No-Limit Hold’em Main Event – World Championship | 10. Mai 1977  | 34         | Doyle Brunson (4) | Vereinigte Staaten | 340.000          |

### Main Event

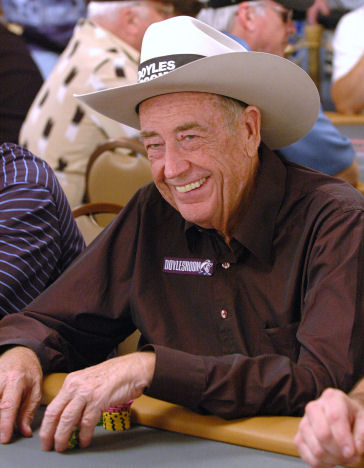
Doyle Brunson (2006)

Das Hauptturnier wurde vom 10. bis 15. Mai 1977 gespielt. 34 Teilnehmer zahlten den Buy-in von 10.000 US-Dollar. In der finalen Hand gewann Brunson mit 10♠ 2♥ gegen Berland mit 8♥ 5♣.
| Platz | Herkunft           | Spieler       | Preisgeld (in $) |
| ----- | ------------------ | ------------- | ---------------- |
| 1     | Vereinigte Staaten | Doyle Brunson | 340.000          |
| 2     | Vereinigte Staaten | Gary Berland  | –                |
| 3     | Vereinigte Staaten | Milo Jacobson | –                |
| 4     | Vereinigte Staaten | Andy Moore    | –                |